# Loison-sous-Lens
Loison-sous-Lens är en kommun i departementet Pas-de-Calais i regionen Hauts-de-France i norra Frankrike. Kommunen ligger i kantonen Lens-Nord-Est som tillhör arrondissementet Lens. År 2022 hade Loison-sous-Lens 5 202 invånare.

## Befolkningsutveckling
Antalet invånare i kommunen Loison-sous-Lens
| Referens: INSEE |